# Vetren (distrikt i Bulgarien, Burgas)
Vetren (bulgariska: Ветрен) är ett distrikt i Bulgarien.   Det ligger i kommunen Obsjtina Burgas och regionen Burgas, i den östra delen av landet, 300 km öster om huvudstaden Sofia.
Trakten runt Vetren består till största delen av jordbruksmark. Runt Vetren är det tätbefolkat, med 356 invånare per kvadratkilometer.